# Лохнин, Павел Михайлович
Павел Михайлович Лохнин-Румянцев (род. 5 июня 1985, Ленинград, СССР) — российский рок-музыкант, преподаватель, барабанщик групп КняZz, Dominia, Ауткаст, Perimeter.

## Биография
Родился 5 июня 1985 году в семье учительницы и программиста. Впервые сел за ударную установку в 14 лет. После окончания школы поступил в колледж радиоэлектронного приборостроения, там же получил первый опыт игры на ударных в любительском музыкальном коллективе. Спустя год стал участником панк-группы «Абракадабра».
Играл в таких коллективах, как «Citadel», «Кайн» вместе с Александром Павловым, который впоследствии ушёл в Amatory. Он усовершенствовал свои навыки игры на ударных, после основал собственную группу под названием «Геном», в которую пригласил в качестве солиста Артёма «Nel’son» Лоцких, который позже попал в группу Stigmata, позже «Nel’sona» сменил Дмитрий Сидоренко («Horizon 8»). Группа записала альбом «Парадигма», после чего Павел переехал в Москву, где участвовал в таких коллективах, как «Cry Solnca» и «The Decomposers».
В 2006 году его пригласили в известную Питерскую death-metal-группу Perimeter. C Perimeter были записаны 2 диска: «Healing By Festering» и «Odium Humani Generis». Perimeter не раз делила сцену с зарубежными звёздами, такими как «Mnemic», «Raunchy», «Obituary», «Decapitated» и Российскими Stigmata и Amatory. Сессионно играл в петербургской сладж-группе Verticals. Параллельно с этим Павел принял участие в рок-спектакле «Ваал» в Театре имени В. Ф. Комиссаржевской, где исполнил роль барабанщика.
С 2008 года Павел Лохнин ведет активную преподавательскую деятельность (количество обучившихся у него барабанщиков превысило планку в 100 человек), регулярно устраивает мастер-классы в Москве и Санкт-Петербурге. В 2011 году удалось провести мастер-класс с Джереми Колсоном, барабанщиком Стива Вая и Игги Попа. Джереми высоко оценил технические навыки и музыкальное мышление Павла.
В 2009 году Павел покидает Perimeter, и в скором времени группа прекращает свою деятельность.
В августе 2009 года открывает собственную школу игры на ударных — 2stix Drumschool, где работал лично. Программа обучения полностью составлена на основе собственного концертного и студийного опыта Павла.
В июле 2011 года российскую симфо-дарк-метал-группу Dominia покидает барабанщик Олег Филистович. Павел «Jim» Лохнин заменяет его. В октябре Dominia отправляются в студию для записи своего третьего полноформатного альбома, которому было дано название «Theophany».
С 2011 года Павел начал работать в качестве сессионного барабанщика в хард-рок-группе «Бойкот», игравшей на разогреве у Shakira, Scorpions, Nazareth, Deep Purple, Mr. Big, «Supermax» и Guns’n’Roses. Параллельно участвовал в мейнстримовой рок-группе «ноЖницы».
Занимается видеомонтажом, звукорежиссурой, осваивает клавишные инструменты и гитары.
В 2011 году прошёл отбор известной панк-рок группы "КняZz", где впоследствии стал барабанщиком. В составе КняZz выступил на самых крупных площадках страны, изъездил всю страну, снялся в трёх клипах и успел поучаствовать в записи пяти альбомов. Деятельность "2stix Drumschool" была приостановлена.
Является первым официальным эндорсером барабанной компании «DrumCraft» в России. Является официальным эндорсером турецкого кастомного ателье по производству тарелок Symrna Cymbals. Также является эндорсером компаний «Blastplast»,«Hun» , «Audix», «Arcanum Drum», «1964ears», «BM Bags», «Cympad», «TrigMic».
С 2013 года работает на собственной студии в качестве барабанщика и звукорежиссёра. Летом 2013 записал партии ударных для сингла группы Dominia — "Death Only" — и снялся в одноимённом клипе. Летом 2014 года помог группе "Грэк и Дред" с записью ударных для альбома «Пива по кружке!»(2016). Тогда же самостоятельно, в качестве звукорежиссёра и барабанщика, записал партии ударных для дебютного альбома "God eat god" — "Abandoned". Зимой 2015 в той же роли помог с записью ударных московской melodic-death-metal-группе "Alter The Chronicle". Также полностью записал ударные на альбом московской art-heavy-metal-группы "Litium". Записал партии ударных для сингла группы "The Pulse Wave". Также полностью записал партии ударных для art-prog группы "the Molecul". Спродюсировал сингл «Жёлтый Фонарь» группы «Собачье Сердце», кроме того, принял участие в записи ударных. В 2015 записал ударные для альбома «Предвестник» группы "КняZz", а весной 2016 — для сингла «Призраки Там Тама». Осенью 2016 года покинул "КняZz" и возобновил деятельность "2stix Drumschool".
В 2017 году перешёл на Tama и Zildjian. В период с 2016 по 2019 получал множество предложений по сотрудничеству с известными коллективами и артистами (среди них Ани Лорак, Дидюля), но по личным причинам отвергал их, однако принял предложение израильского индастриал-брейкбит-коллектива "Feedback Force".
Зимой 2019 года стал участником группы "Лока 2.0".
С 2019 года работает в собственной студии как барабанщик, преподаёт и организовывает мастер-классы.
Зимой 2020 года получает предложение от своего старого приятеля, Игоря Капранова (ex-вокалиста Amatory), записать партии ударных для альбома его группы "Ауткаст". Павел соглашается, после чего становится участником коллектива. Снимается в клипах, принимает участие в выступлениях и турах.
Летом 2020 года заключает контракт с Pearl Drums, а летом 2021 возвращается на Meinl Cymbals. Весной 2023 года переходит на Symrna Cymbals.
В июле 2023 года происходит воссоединение с Dominia.

## Оборудование
| Сет тарелок: - Symrna Neoclassic Hi-hat 11" heavy - Symrna Neoclassic Hi-hat 15" medium thin - Symrna Neoclassic Splash 8" medium - Symrna Neoclassic Splash 10" medium - Symrna Neoclassic Crash 18" medium thin - Symrna Neoclassic Crash 19" medium thin - Symrna Neoclassic Ride 21" medium thin - Symrna Neoclassic China 17" medium thin - Symrna Neoclassic China 19” medium thin - Symrna Neoclassic Custom Bell 8" | Барабаны: - Drumcraft Навесные Томы 10x8 12x9 Напольные томы 14x12 16х14 18x16 Бас барабан 22х18 Малые барабаны: Arcanum Drum Company 14x6" Titanium Shell «Hand Cannon» Signature snare drum 10x8" Titanium Shell "Flamed Vertigo" Signature tom/snare drum Педали: DW 5000/5002, 9000/9002 Стойки: DW 5000 series Стойки под малый барабан: DW 5000 series Палочки: Hun 5B Пластики: Blastplast Ушные монитры: 64Audio Custom "Alex Grey" , KZ ASF |

## Дискография
- Абракадабра — «БРАК» (2002)
- Citadel — «Шторм» (2003, сингл)
- Genom — Иллюзия (2003, сингл)
- INhuman Race — «Холод Космической бездны» (2004)
- Геном — «Парадигма» (2004)
- Perimeter — Of Richard Ramirez (2007, сингл)
- Perimeter — Odium Humani Generis (2008)
- September In The Dark — My Queen and 23 Black Roses (2009 , сингл)
- White Vodevile — Let Me Fly (2010,сингл)
- Martini Lux — Ураган (2010,сингл)
- ноЖницы — Клуб Самоубийц (2011,сингл)
- Discrepancy — Starry Dynamo In The Machinery Of Night (2011, EP)
- КняZz — Письмо из Трансильвании (2011)
- КняZz — Тайна кривых зеркал (2012)
- Dominia - Theophany (2013)
- КняZz — Роковой Карнавал (2013)
- КняZz — Магия Калиостро (2014)
- Грек и Дред - Пива По Кружке (2015)
- КняZz — Предвестник (2015)
- Lithium - Линия Крови (2015)
- Alter The Chronicle - Prologue ( EP, 2015)
- КняZz - Призраки Там Тама (сингл, 2016)
- Пятно - Мечта Очкарика  (2016)
- Сияние - Все Как У Людей ( сингл, 2016)
- God Eat God - Abandoned ( 2017)
- FB Force - Sequence of Bit ( сингл, 2017)
- FB Force - Silver Eyes ( сингл, 2018)
- Дагон - Некрономикон ( 2017, сингл)
- Ангел-Хранитель - Кучер (2018, сингл)
- Next Door To Heaven - V Ways To Accept ( 2019 )
- Коррида Хаос - Шепот Одиноких ( 2019 )
- Лока 2.0 - Прыгай! ( 2019, сингл)
- Лока 2.0 - По Спирали (2019, сингл)
- Лока 2.0 - Белый Бог х Черный Бог (2020 , сингл)
- Лока 2.0  - Яд (2020, сингл)
- Next Door To Heaven - Inside (EP, 2020)
- Ауткаст - Ultra (2020)
- Feedback Force - Human Barcode ( 2021, сингл)
- Feedback Forde - Mindless Enemy ( 2021, сингл)
- НИСЫ - Мальчики плачут (2021)
- Ауткаст - Smack My Bitch Up (2020, сингл)
- Madden - Бред (2021)